# Stacja Narciarska Dwie Doliny Muszyna-Wierchomla

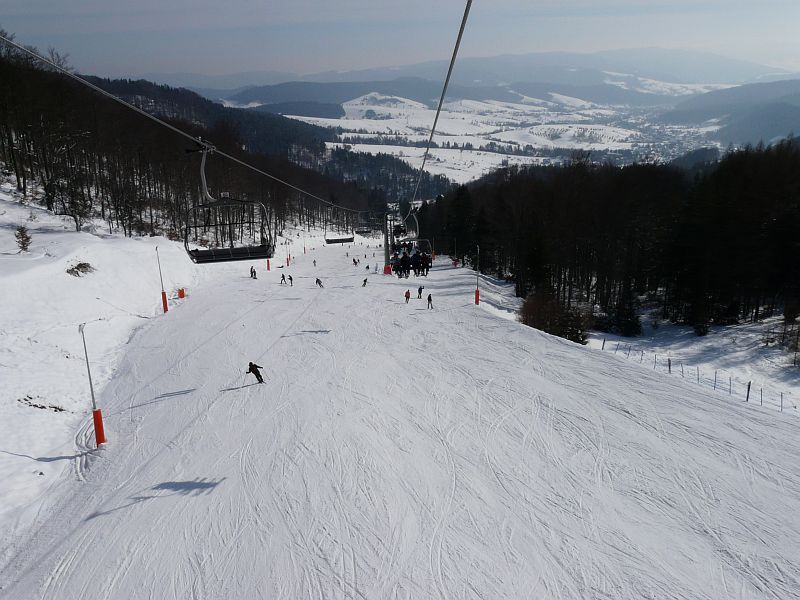
Widok kolei krzesełkowej i trasy w kierunku Szczawnika

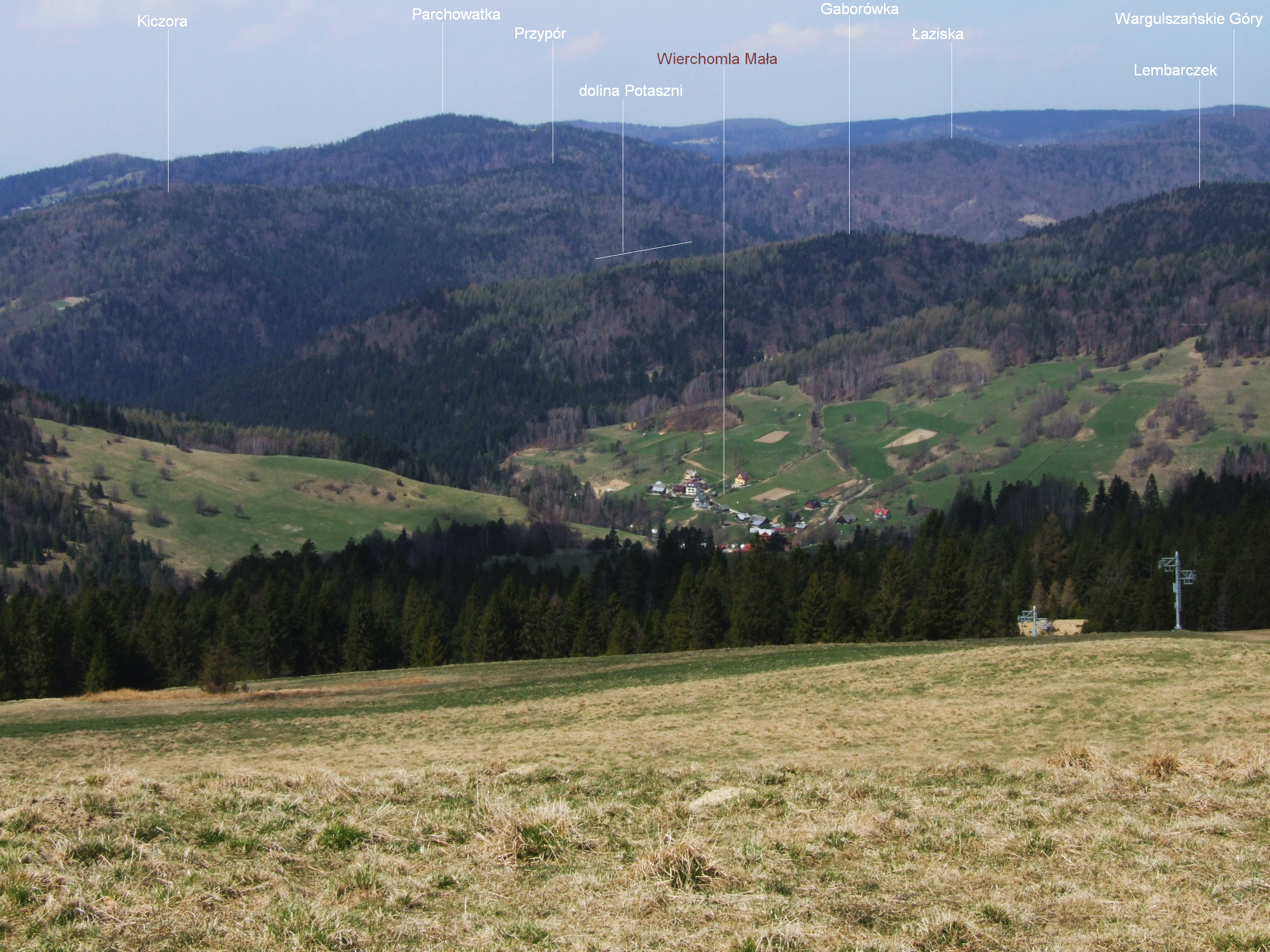
Widok z polany Wyżne Młaki na grzbiecie Pusta Wielka – Runek, czyli na północno-zachodnie zbocza ośrodka latem 2011

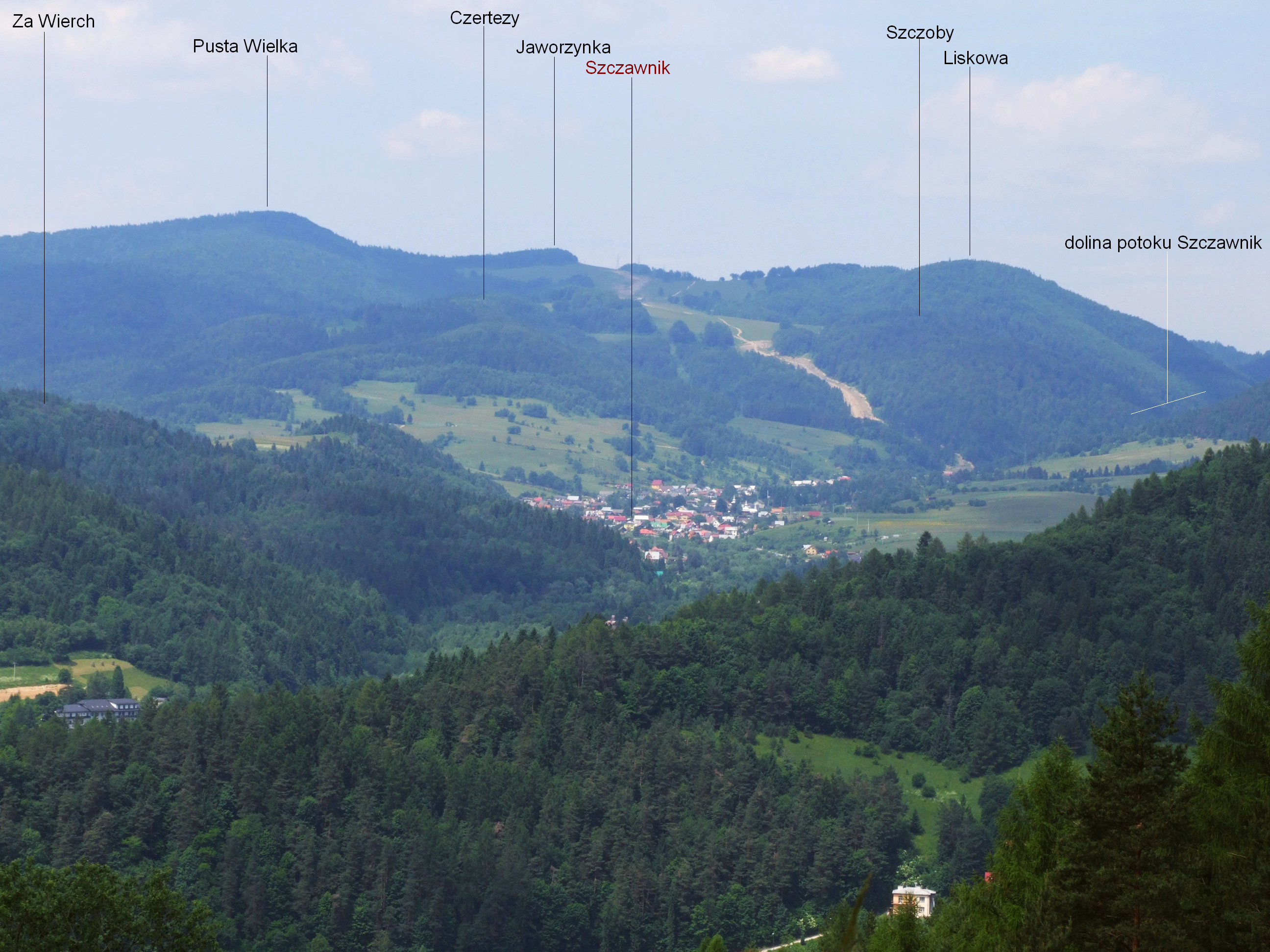
Letni widok ze stoków Malnika nad Muszyną na Szczawik i południowo-wschodniączęść ośrodka – jasna trasa między górną częścią Szczawnika a Jaworzynką, 2011

Stacja Narciarska Dwie Doliny Muszyna-Wierchomla – ośrodek narciarski położony w Beskidzie Sądeckim (Pasmo Jaworzyny) na obu zboczach bocznego grzbietu tego pasma, który biegnie od Runka (1080 m n.p.m.) przez Jaworzynkę (1001 m, jest to najwyższy punkt ośrodka, który usytuowany jest na zboczach tego szczytu) do Pustej Wielkiej (1061 m n.p.m.) między wsiami Wierchomla Mała (po stronie północno-zachodniej, z dojazdem przez Wierchomlę Wielką) i Szczawnik (po stronie południowo-wschodniej), znajdującą się na północ od Muszyny, przez którą prowadzi do niego jedyna droga.

## Trasy
Numeracja tras na różnych mapach ośrodka jest różna.
| Nazwa trasy    | Trudność           | Start                                | Start           | Meta                                 | Meta            | Dł. (m) | Prze- wyż- sze- nie (m) | Na- chy- le- nie (%) | Oś- wie- tle- nie | Sztucz- ne naśnie- żanie | Homologacja FIS | Homologacja FIS | Uwagi           |
| Nazwa trasy    | Trudność           | nazwa                                | wys. (m n.p.m.) | nazwa                                | wys. (m n.p.m.) | Dł. (m) | Prze- wyż- sze- nie (m) | Na- chy- le- nie (%) | Oś- wie- tle- nie | Sztucz- ne naśnie- żanie | numer           | ważna do        | Uwagi           |
| -------------- | ------------------ | ------------------------------------ | --------------- | ------------------------------------ | --------------- | ------- | ----------------------- | -------------------- | ----------------- | ------------------------ | --------------- | --------------- | --------------- |
| 1 wzdłuż A     | niebiesko-czerwona | górna stacja wyciągu krzesełkowego A | 895             | dolna stacja wyciągu krzesełkowego A | 305             | 2000    | 305                     | 15                   | tak               | tak                      | 7150/03/03      | 2013-03-10      | GS dla obu płci |
| 2 wzdłuż D     | czerwona           |                                      |                 |                                      |                 | 470     | 100                     | 21                   | tak               | tak                      | 7152/03/03      | 2013-03-10      | SL dla obu płci |
| 3 wzdłuż C     | niebieska          |                                      |                 |                                      |                 | 610     | 100                     | 16                   | nie               | tak                      |                 |                 |                 |
| 4 wzdłuż B     | niebieska          |                                      |                 |                                      |                 | 950     | 175                     | 18                   | nie               | tak                      | 7151/03/03      | 2013-03-10      | SL dla obu płci |
| 5 wzdłuż G     | czerwona           |                                      |                 |                                      |                 | 825     | 175                     | 21                   | nie               | tak                      |                 |                 |                 |
| 6 między F i G | niebieska          |                                      |                 |                                      |                 | 950     | 116                     | 12                   | nie               | tak                      |                 |                 |                 |
| 7 wzdłuż F     | niebieska          |                                      |                 |                                      |                 | 950     | 109                     | 11                   | nie               | tak                      |                 |                 |                 |
| 8 wzdłuż H     | niebiesko-czerwona |                                      |                 |                                      |                 | 2200    | 273                     | 12                   | tak               | tak                      |                 |                 |                 |
| 9 wzdłuż I     | niebieska          |                                      |                 |                                      |                 | 1067    | 106                     | 10                   | tak               | tak                      |                 |                 |                 |
| 10 wzdłuż J    | zielona            |                                      |                 |                                      |                 | 120     | 2                       | 2                    | nie               | tak                      |                 |                 |                 |
| 11 wzdłuż E    | zielona            |                                      |                 |                                      |                 | 120     | 14                      | 12                   | tak               | tak                      |                 |                 |                 |

Ważność homologacji FIS tras w ośrodku minęła w marcu 2013 roku i nie została odnowiona.

## Wyciągi
W skład kompleksu Dwie Doliny wchodzą wyciagi:
| Nazwa          | Rodzaj        | Producent | Szer. (osób) | Dł. (m) | Czas wjazdu (min) | Prze- wyż- sze- nie (m) | Prze- pus- to- wość (osób/ godz.) | Stacja górna                                  | Stacja górna    | Stacja dolna                      | Stacja dolna    | Uwagi                                                     |
| Nazwa          | Rodzaj        | Producent | Szer. (osób) | Dł. (m) | Czas wjazdu (min) | Prze- wyż- sze- nie (m) | Prze- pus- to- wość (osób/ godz.) | lokalizacja                                   | wys. (m n.p.m.) | lokalizacja                       | wys. (m n.p.m.) | Uwagi                                                     |
| -------------- | ------------- | --------- | ------------ | ------- | ----------------- | ----------------------- | --------------------------------- | --------------------------------------------- | --------------- | --------------------------------- | --------------- | --------------------------------------------------------- |
| A Wierchomla 1 | krzeseł- kowy |           | 4            | 1600    | 12                | 300                     | 2000                              | grzbiet pasma                                 | 895             | nad parkingiem od str. Wierchomli | 595             | z taśmą najazdową, najdłuższy w Polsce wyciąg krzesełkowy |
| B Polanki      | talerzy- kowy |           | 1            | 940     | 4,4               | 175                     | 900                               | poniżej grzbietu pasma                        |                 | płn od str. Wierchomli            |                 |                                                           |
| C Fiedor       | talerzy- kowy |           | 1            | 610     |                   | 100                     |                                   | płn-zach zbocze pasma                         |                 | płn-zach zbocze pasma             |                 |                                                           |
| D Toczek       | talerzy- kowy |           | 1            | 470     | 2                 | 100                     | 850                               | płn-zach zbocze pasma                         |                 | płn-zach zbocze pasma             |                 |                                                           |
| E Stonoga      | wyrwi- rączka |           | 1            | 110     | 1,5               | 14                      | 300                               | przy szkole narciarskiej od strony Wierchomli |                 |                                   |                 |                                                           |
| F Płatek       | talerzy- kowy |           | 1            | 517     | 2,5               | 116                     | 900                               | grzbiet pasma                                 |                 |                                   |                 | połączony z Fryckiem krótką trasą łącznikową              |
| G Frycek       | talerzy- kowy |           | 1            | 825     | 3,5               | 175                     | 900                               | grzbiet pasma                                 |                 |                                   |                 | połączony z Płatkiem krótką trasą łącznikową              |
| H Szczawnik 1  | krzeseł- kowy |           | 4            | 1525    | 3,6               | 273                     | 2400                              | płd-wsch zbocze Jaworzynki                    | 888             | Szczawnik                         | 615             |                                                           |
| I Szczawnik 2  | talerzy- kowy |           | 1            | 1067    | 5                 | 109                     | 900                               | Jaworzynka                                    | 995             | płd-wsch zbocze Jaworzynki        | 886             |                                                           |
| J Żółwik       | wyrwi- rączka |           | 1            | 110     | 1,5               | 10                      | 300                               | na grzebiecie pasma                           | ok. 900         |                                   |                 |                                                           |
| K Ryczek       | wyrwi- rączka |           | 1            | 150     | 1,53              | 22                      | 360                               | Jaworzynka                                    | 1001            | górna stacja Frycka               | 979             |                                                           |

Łączna przepustowość wyciągów w ośrodku to ponad 9810 osób na godzinę.
W ofercie znajduje się ok. 10 300 m tras zjazdowych o różnym stopniu trudności, poza najtrudniejszymi, czarnymi trasami, co czyni ja odpowiednią dla wyjazdów rodzinnych. Trasy są sztucznie naśnieżane, ratrakowane i oświetlone.
Stacja nie jest członkiem Stowarzyszenia Polskie stacje narciarskie i turystyczne.

## Pozostała infrastruktura
W połowie stoku w kierunku Wierchomli, w góralskiej chacie, mieszczą się punkty gastronomiczne i toalety.
Przy dolnych stacjach wyciągów krzesełkowych (w Wierchomli Małej i Szczawniku) znajdują się:
- w Wierchomli:
  - oświetlony snow park, zlokalizowany w dolnej części głównego stoku (pomiędzy trasą Wierchomla 1 i trasą Toczka nr 5
  - trzygwiazdkowy hotel „Wierchomla Ski & Spa Resort” (198 miejsc, uruchomiony w styczniu 2006 roku), z restauracją „Tysina” (nazwa od potoku przepływającego nieopodal), wielkość inwestycji: ok. 20 mln zł[4], częściowo ze środków pomocowych Unii Europejskiej
  - domki na wynajem
  - szkoła narciarska „Dwie Doliny Muszyna-Wierchomla”
  - wypożyczalnia sprzętu narciarskiego i serwis narciarski
  - darmowe parkingi i WC
- w Szczawniku:
  - punkty gastronomiczne
  - wypożyczalnia sprzętu narciarskiego i serwis narciarski.
  - darmowe parkingi i WC.

Ponadto około 3 tysięcy miejsc noclegowych, głównie w prywatnych kwaterach w Wierchomli Małej, Wierchomli Wielkiej i Szczawniku oraz 6 tysięcy w Muszynie.

## Operator
Operatorem Stacji jest spółka „Dwie Doliny Muszyna Wierchomla Sp. z o.o.” z siedzibą przy ul. Nowogrodzkiej 47a w Warszawie. Głównym udziałowcem i prezesem zarządu spółki jest Krzysztof Brzeski. Roczne przychody stacji wahają się w okolicach 15 mln zł przy zysku netto 1,5 mln zł. W sezonie zimowym w stacji pracuje około 200 osób. Rocznie z usług stacji korzysta ok. 200 tysięcy narciarzy i turystów.

## Historia
Krzysztof Brzeski był jednym z udziałowców spółki „Dom Wydawniczy ABC” (litera B w nazwie – od nazwiska Brzeskiego), która została sprzedana wydawnictwu Wolters Kluwer Polska Sp. z o.o. w 1995 roku (Krzysztof Brzeski jest udziałowcem również kilku innych spółek, jest m.in. udziałowcem – wspólnie z Archidiecezją Warszawską – i prezesem zarządu Roma Office Center Sp. z o.o.). Rozpoczął wykupywanie działek na północno-zachodnich stokach Jaworzynki i Pustej Wielkiej. Stacja Narciarska Wierchomla powstała w 1997 roku w wyniku współpracy między Krzysztofem Brzeskim a wójtem gminy Piwniczna-Zdrój Mariuszem Frydrychem. W tym też roku na pierwszych wykupionych działkach uruchomiono trzy pierwsze wyciągi talerzykowe. Wyciąg krzesełkowy ruszył w roku 2000. Inwestycja w pierwszy wyciąg krzesełkowy i trzy wyciągi talerzykowe wyniosła ok. 10 mln zł.
Stacja Narciarska Wierchomla w 2005 r. uzyskała dotację – w ramach realizacji poddziałania 2.2.1 „Wsparcie dla przedsiębiorstw dokonujących
nowych inwestycji” Sektorowego Programu Operacyjnego „Wzrost konkurencyjności przedsiębiorstw” – w wysokości około 13 mln zł na rozwój ośrodka (całkowita wielkość inwestycji – ok. 40 mln zł). W ramach tej inwestycji przewidziano m.in. budowę kolejnych dwóch wyciągów krzesełkowych (każdy długości ok. 1500 m) oraz dwóch wyciągów orczykowych, powiększenie własnej bazy noclegowo-rekreacyjnej, a także utworzenie 65 nowych miejsc pracy.
Spółka „Dwie Doliny Muszyna Wierchomla” została zarejestrowana w KRS w lipcu 2001 roku, jednak do otwarcia połączonego ośrodka doszło dopiero w grudniu 2007 roku, co również wiązało się ze zmianą jego nazwy na obecną.
W 2008 roku Rada Powiatu Nowosądeckiego przyznała Krzysztofowi Brzeskiemu honorową odznakę „Zasłużony dla Ziemi Sądeckiej” (uchwała Nr 179/ XVII /2008 Rady Powiatu Nowosądeckiego z dnia 30 maja 2008 r.).
11 marca 2011 roku Stacja otrzymała wyróżnienie w plebiscycie „Najlepsza Stacja Narciarska Małopolski 2010/2011 – bezpiecznie i rozważnie” organizowanym przez Gazetę Krakowską.

## Plany na przyszłość
Planowana jest budowa hotelu w Szczawniku.
Trwają prace nad tzw. „Projektem Siedem Dolin”, zakładającym budowę tras i wyciągów narciarskich między Muszyną, Łosiami i Krynicą. Byłby to największy w Europie Środkowej region narciarski. Liczyłby ok. 30 wyciągów i 40 km tras narciarskich oraz stałby się zapewne prawdziwą konkurencją dla ośrodków ze Słowacji i małych kurortów z Austrii i Włoch. Pomysłodawcą projektu jest Ryszard Florek (główny udziałowiec i prezes zarządu Fakro S.A.). Projekt utknął dotychczas na etapie koncepcji, ponieważ budowę mega-ośrodka uniemożliwiają przepisy dotyczące ochrony przyrody na obszarze Natura 2000 i w Popradzkim Parku Krajobrazowym. Ich przestrzegania pilnuje Regionalna Dyrekcja Ochrony Środowiska w Krakowie. Jednak trwają rozmowy na temat pogodzenia racji rzeczników ochrony środowiska oraz inwestorów i narciarzy.
Rozważany jest również projekt budowy lotniska na Kamieńcu pod Starym Sączem. Inwestycją tą zainteresował się Krzysztof Brzeski, ponieważ istnienie lotniska mogłoby usprawnić transport narciarzy z odległych miejscowości. Obecnie najbliższym lotniskiem jest lotnisko w Popradzie, skąd narciarze są dowożeni autobusami stacji.